# Richelieufloden

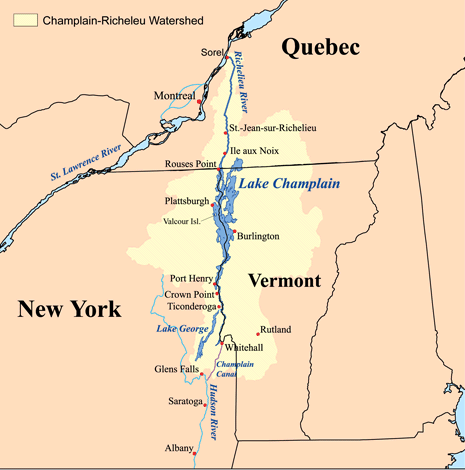
Karta över Richelieuflodens avrinningsområde.

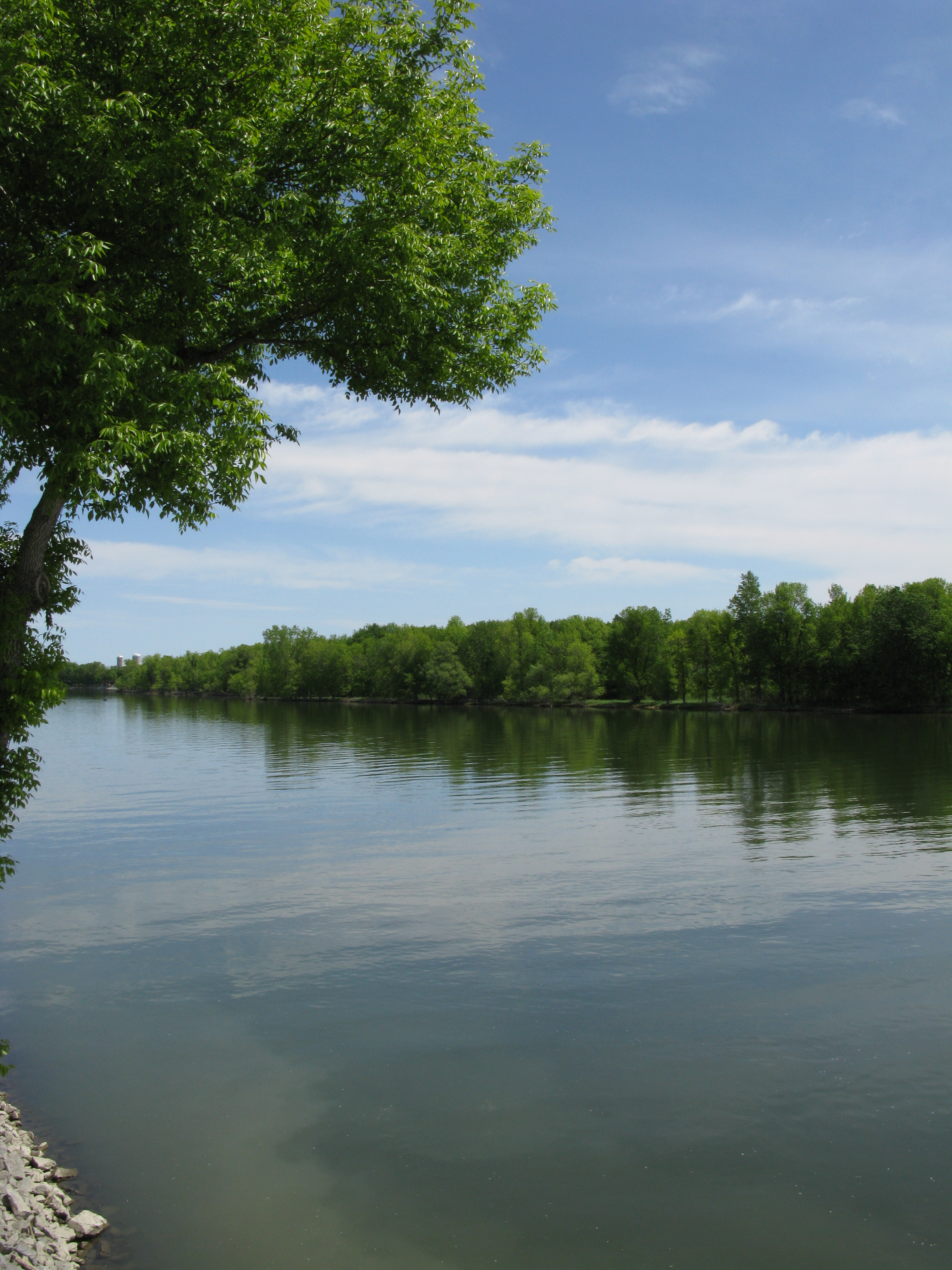
Richelieufloden vid Saint-Marc-sur-Richelieu.

Richelieufloden (franska rivière Richelieu, engelska Richelieu River) är en 171 km lång flod i Québec, som avvattnar Champlainsjön. Den mynnar i Saint Lawrencefloden vid Sorel-Tracy. Dess avrinningsområde omfattar 23 400 km², varav 19 600 km² i USA. Medelvattenföringen är 330 m³/s.

## Båttrafik
Floden ingår i en vattenled för fritidsbåtar mellan Saint Lawrencefloden och New York, med en kanal (Chamblykanalen) med nio slussar förbi forsarna vid Chambly och Saint-Jean-sur-Richelieu. Kanalen är en site historique national (nationellt kulturminnesmärke) och förvaltas av Parcs Canada. Dragstigen längs kanalen fungerar som cykelled.

## Miljö
Floden, som rinner genom flera tätbefolkade och uppodlade områden, är drabbad av föroreningar, särskilt nedströms sjön Bassin de Chambly. Förbättrad avloppsrening har minskat halten av vissa föroreningar under de senaste åren.

## Historia
Den första europén som besökte floden var den franske upptäcktsresanden Samuel de Champlain, som utforskade den i början av 1600-talet. Han kallade den rivière des Iroquois efter irokeserna för vilka floden var en viktig färdväg. Andra tidiga namn var rivière Chambly och rivière Sorel. Floden fick samma roll för franska kolonisatörer som byggde en serie fort längs den: Fort Richelieu vid mynningen, Fort Saint-Louis (eller Chambly), Fort Sainte-Thérèse och Fort Saint-Jean på vägen, och Fort Sainte-Anne på Île La Motte i Champlainsjön nära flodens början. Flodens nuvarande namn kommer från Fort Richelieu, som är uppkallat efter kardinal Richelieu.